# Janez Trdina
Janez Trdina [jánez trdína], slovenski pisatelj in zgodovinar, profesor * 29. maj 1830, Mengeš, † 14. julij 1905, Novo mesto.

## Življenje
Janez Trdina se je rodil v kmečki družini očetu Andreju in materi Mariji (roj. Kcel). Imel je še tri brate in štiri sestre. Oče je bil dvakrat oženjen. Janez kot tretji otrok je bil iz drugega zakona.
Trdina je od leta 1842 obiskoval ljubljansko gimnazijo in leta 1850 tudi maturiral ter še istega leta odšel na Dunaj, kjer je študiral zgodovino, geografijo in klasično jezikoslovje. Zraven pa je pri Franu Miklošiču študiral še staro cerkveno slovanščino. Ob študiju je prevajal za Mohorjevo družbo. Študij je dokončal leta 1853, in diplomiral leta 1854. Kot profesor je služboval v Varaždinu, kot pripravnik na varaždinski gimnaziji Štefana Muzlerja in od leta 1855 še na Reki. Leta 1867 se je predčasno upokojil, saj je bil zaradi številnih krivičnih tožb zoper njega državne službe sit. Glavni pobudnik teh tožb je bil ravnatelj gimnazije na Reki, ki je do Trdine gojil osebno sovraštvo, ker je bil ta narodno zaveden in ker je v ravnateljevo slovnico uvedel nekaj popravkov. Reški ravnatelj ni nikoli zbral dovolj dokazov, da bi bil Trdina dejansko obsojen ščuvanja mladine proti državi, zato ga je prosil da si poišče novo službo, Trdina pa se je rajši upokojil.
Preselil se je v Bršljin pri Novem mestu, kjer je prehodil Dolenjsko in Belo krajino in na svojih popotovanjih beležil svoja spoznanja o ljudskem življenju, delu, verovanju in navadah. To je kasneje uporabil v avtobiografskih delih, povestih, črticah in bajkah. Ene izmed znanih del so njegove Bajke in povesti o Gorjancih in Narodne pripovedke iz bistriške doline (Pripovedka od zlate hruške).

## Delo
Leta 1849 je Janez Trdina objavil prve literarne prispevke v časopisu Slovenija. V letih od 1849 do 1851 je začel objavljati tudi svoje prve pesniške in pripovedne poskuse. Ljudske pripovedke je objavljal pod naslovom Narodne pripovedke iz Bistriške doline, leta 1850 pa je napisal prozni načrt za ep Pripovedka od Glasan-Boga. Sledila sta zgodovinsko-epska pesnitev Bran in pogin Japodov in satirična Pripovedka od zlate hruške. V tem času je napisal tudi literarnokritično razpravo Pretres slovenskih pesnikov, ki je bila izdana v Ljubljanskem časniku leta 1850 in Zgodovino slovenskega naroda, ki je izšla šele leta 1866. Po letu 1851 Janez Trdina skoraj trideset let ni nič objavljal, po premoru pa je prvič objavil v Ljubljanskem zvonu leta 1881 Verske bajke na Dolenjskem, v naslednjih šestih letih pa so v isti literarni reviji izhajale Bajke in povesti o Gorjancih.
Napisal pa je še spominske in narodopisne spise: Hrvaški spomini (1885-1887), Bachovi huzarji in Iliri (1903), Moje življenje (1905-1906), Izprehod v Belo krajino (izide po smrti 1912).

### Pesmi
- Turki na Limbarški gori
- Razjasnjenje
- Bran in pogin Japodov
- Kmetje in žlahtni
- Kresni Žarki
- Zadnje besede matere na smrtni postelji
- Rojenica

### Članki in razprave
- Danska vojska
- Najnovejša zgodovina slovenska

### Spisi iz novomeške dobe (1867-1905)
- Črtice in povesti iz narodnega življenja - 1880

1. Vrtilničar
2. Jetnica
3. Pobožni mož
4. Rože in trnje
5. Sprehod v Belo krajino

- Verske bajke stare in nove - 1881
- Dolenjci - 1884
- Bajke in povesti o Gorjancih - 1888

1. Cvetnik
2. Velikani
3. Gospodična
4. Ukleti grad
5. Rajska ptica
6. Ptica Zlatoper
7. Vila
8. Gluha loza
9. Volkodlak
10. Kresna noč
11. Peter in Pavel
12. Bratovska gomila
13. Gospod vedež

- Dve ljubici - 1905
- Vinska modrost

### Proza
- Oblega Ogleja
- Pisma o slovenski zgodovini

### Mladostni spisi (1849-1866)
Pripovedke, basni in bajke
- Narodne pripovedke iz bistriške doline - 1849-1851

1. Pričetek Mengša
2. Ogrinovo znamenje
3. Veronika
4. Drnovo
5. Jermanova vrata
6. Gradič
7. Hudamos

- Arov in Zman- 1850
- Pripovedka od zlate hruške - 1851
- Lisica, volk in medved - 1977

Članki, kritike in razprave
- Pretres slovenskih pesnikov - 1850
- Otok Krk

## Poimenovanja
Po njem so leta 1923 na pobudo Ferdinanda Seidla najvišji vrh Gorjancev, do tedaj Sveta Jera, poimenovali Trdinov vrh, kasneje pa tudi planinsko-pohodno Trdinovo pot po Dolenjski. Tudi Kulturni center Janeza Trdine v Novem mestu je poimenovan po njem. Leta 2020 so na Fakulteti za Informacijske študije v Novem mestu nov superračunalnik poimenovali Trdina.
Na dan, ko se je Janez Trdina rodil, je v Mengešu danes občinski praznik, po njem pa imajo poimenovano tudi Planinsko društvo Janeza Trdine Mengeš.
Občina Novo mesto občasno podeljuje Trdinovo nagrado, za dosežke na intelektualnih področjih.